# 格列米亚切沃
格列米亚切沃（羅馬化：Gremyachevo）是俄罗斯下诺夫哥罗德州的市级镇，属州辖市库列巴基市，地处下诺夫哥罗德州西南部，位于伏尔加河流域乔沙河畔，靠近其支流列梅季河（Леметь）河口；在库列巴基东偏南、州府下诺夫哥罗德西南方。
该地2021年人口有4,958人；2010年人口5,262；2002年人口5,303；1989年人口5,335。